# Коларжик, Павел
Павел Коларжик (чеш. Pavel Kolařík; 24 октября 1972, Вишков, Чехословакия) — чешский хоккеист, защитник. Чемпион Чехии по хоккею 2003 и 2008 годов. Завершил карьеру после окончания сезона 2017/18.

## Биография
Павел Коларжик дебютировал в чемпионате Чехословакии ещё в сезоне 1992/93 за команду «Попрад». Почти всю свою карьеру провёл в пражской «Славии», за исключением двух сезонов в США, где он провёл 23 матча в НХЛ за «Бостон Брюинз». Также выступал за сборную Чехии, участник чемпионата мира 2003 года.
11 сентября 2018 года перед игрой с «Кладно» его свитер с номером 72 был поднят под свод арены пражской «Славии», в которой он провёл 20 сезонов.
10 ноября 2018 года в Праге прошёл прощальный матч Павла Коларжика, в котором участвовали известные хоккеисты и футболисты «Славии» и «Спарты».

## Достижения
- Чемпион Чехии 2003, 2008
- Серебряный призёр чемпионата Чехии 2004, 2006, 2009
- Бронзовый призёр чемпионата Чехии 2010, 2013

## Статистика
- Экстралига — 1033 игры, 101 очко (35+66)
- НХЛ — 23 игры
- АХЛ — 117 игр, 22 очка (8+14)
- Лига чемпионов — 4 игры
- Сборная Чехии — 21 игра, 3 очка (1+2)